# Ryuzo Morioka
Ryuzo Morioka (n. 7 octombrie 1975) este un fost fotbalist japonez.

## Statistici
| Japonia | Japonia | Japonia |
| An      | Meciuri | Goluri  |
| ------- | ------- | ------- |
| 1999    | 7       | 0       |
| 2000    | 14      | 0       |
| 2001    | 11      | 0       |
| 2002    | 2       | 0       |
| 2003    | 4       | 0       |
| Total   | 38      | 0       |